# Egretta garzetta
La garceta común (Egretta garzetta) es una especie de ave pelecaniforme de la familia Ardeidae propia de Eurasia, África y Oceanía. Es una garza esbelta y de tamaño mediano con el plumaje totalmente blanco.

## Descripción

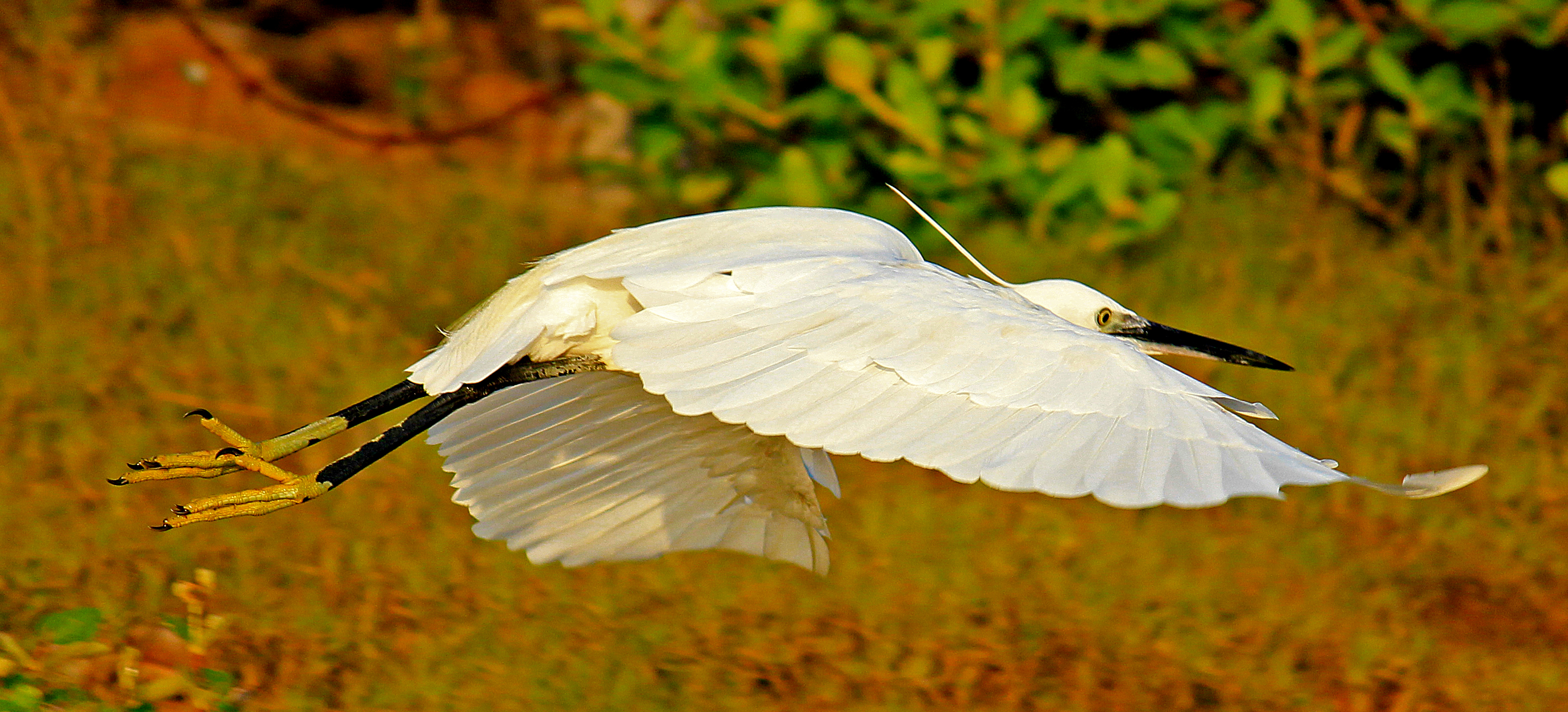
En vuelo mostrando sus pies amarillos.

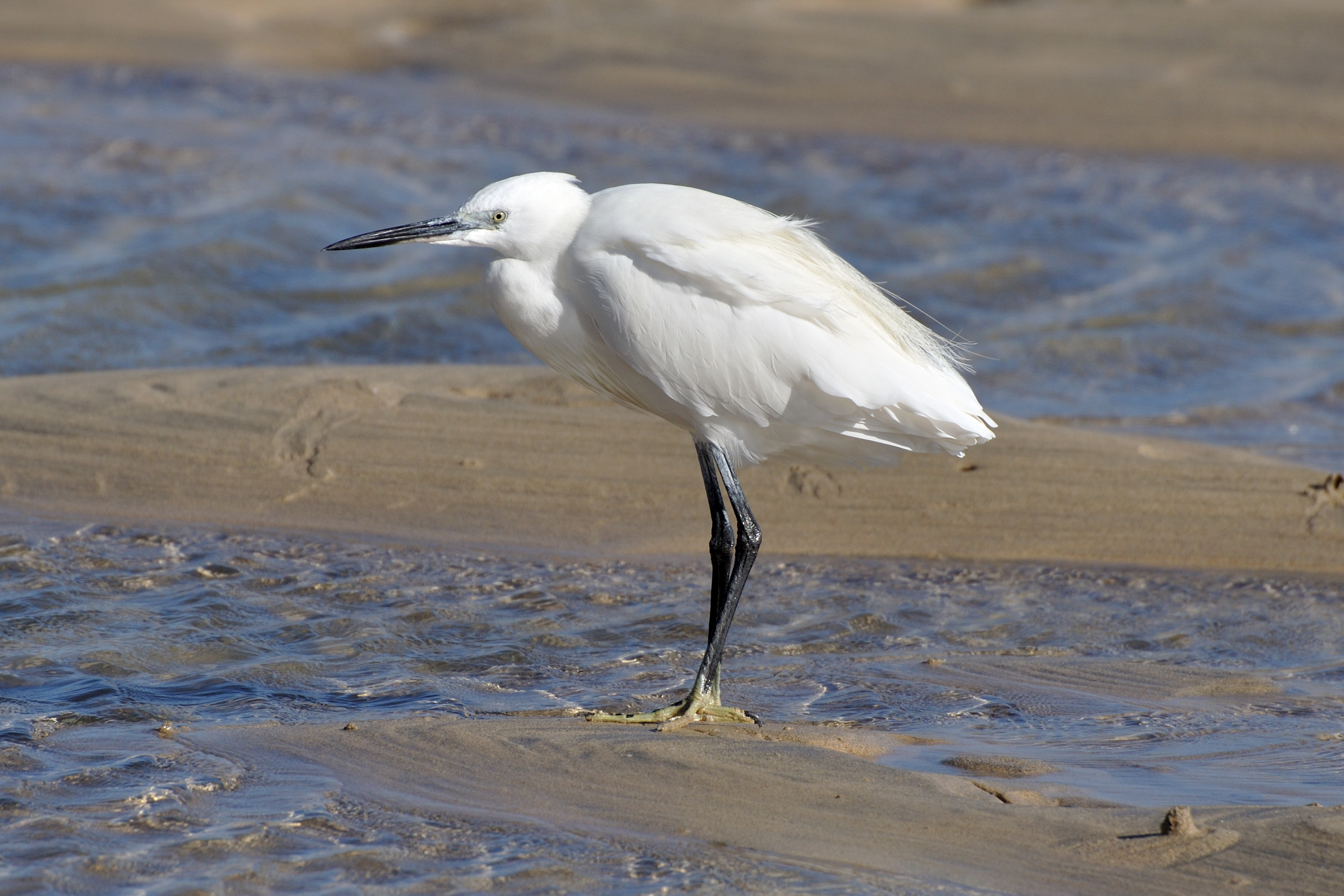
Garceta en Fuerteventura.

El adulto mide entre 55 y 65 cm y tiene una envergadura alar de entre 88 y 105 cm; y pesa entre 350 y 550 g. Tiene el plumaje enteramente blanco, aunque existen formas oscuras con el plumaje principalmente gris azulado. Durante la época de cría estival los adultos tienen en la coronilla dos plumas muy largas, estrechas y puntiagudas que sobresalen por detrás, con una longitud de unos 15 cm. Las plumas del pecho y las escapulares también son largas llegando estas últimas a los 20 cm. Durante el invierno el plumaje es similar pero con las escapulares más cortas. pico es largo y recto, en su mayor parte negro, como su lorum. Presenta una zona en la base de la mandíbula inferior gris verdosa. El iris es amarillo. Las patas son negras con los dedos amarillos. Los jóvenes son parecidos al adulto, pero con las patas negruzcas verdosas y los dedos de un amarillo menos intenso. y tienen cierta porción de sus plumas de color grisáceo o parduzco. La subespecies nigripes, como indica su nombre, se diferencia por tener los pies negruzcos, además de por tener el lorum amarillo. Durante el apogeo del cortejo el lorum de las garcetas se vuelve rojo y en la subespecie nominal que tienen los dedos amarillos éstos también se vuelven rojos.
Las garcetas comunes son aves generalmente silenciosas, pero emiten graznidos y gritos en sus colonias de cría, y lanzan una llamada de alarma estridente cuando son molestadas. Para el oído humano sus sonidos son indistinguibles de los del martinete (Nycticorax nycticorax) o la garcilla bueyera (Bubulcus ibis) con los que a veces aparece asociada.

## Taxonomía

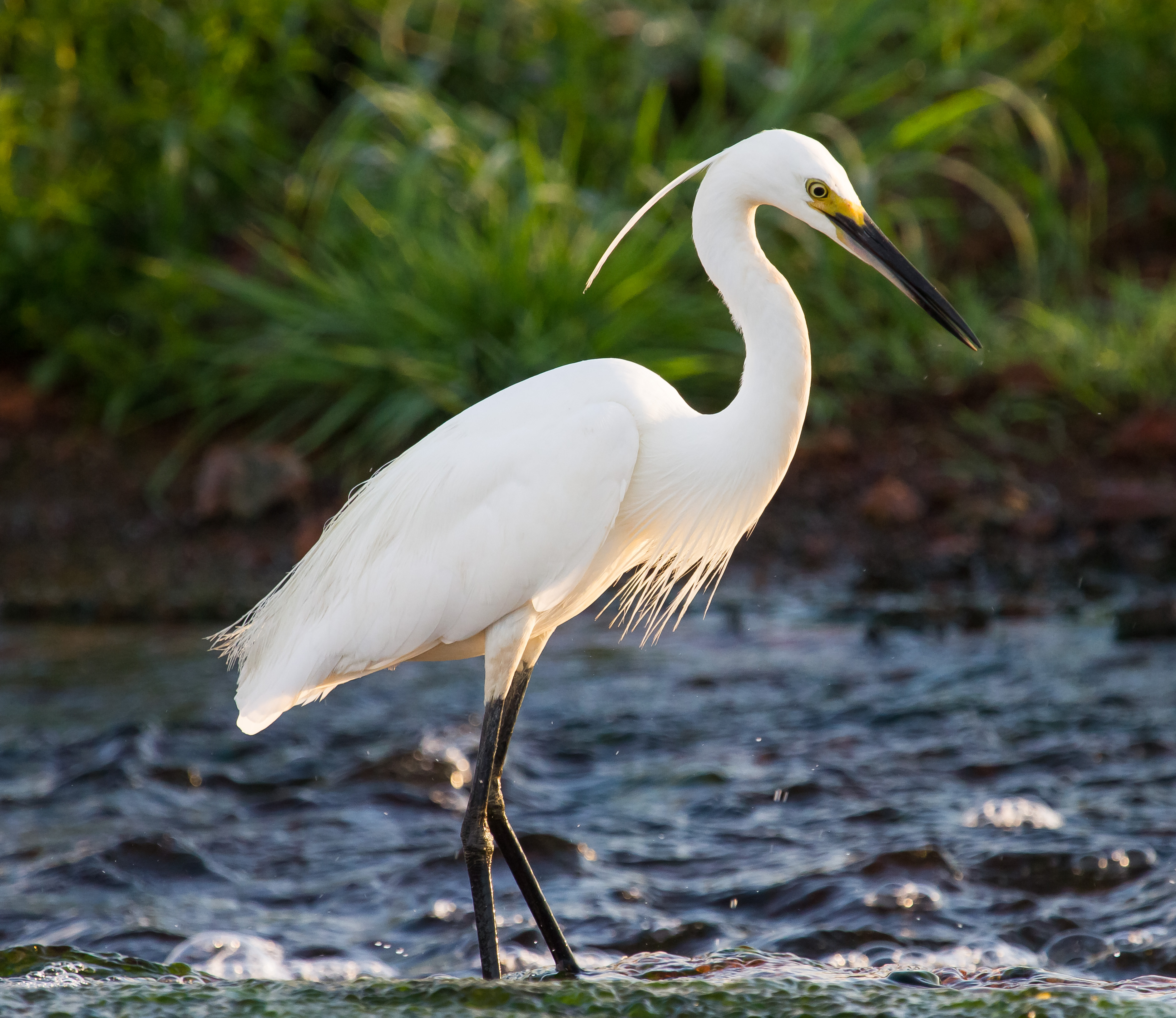
Ejemplar de E. g. nigripes en el norte de Australia.

La garceta común es la especie tipo del género Egretta, perteneciente a la familia de las garzas, Ardeidae. A su vez, las garzas se clasifican en el orden Pelecaniformes, junto a otras cuatro familias de aves acuáticas: Pelecanidae (pelícanos), Threskiornithidae (ibis y espátulas), Balaenicipitidae (picozapato) y Scopidae (ave martillo).
La garceta común fue descrita científicamente por Carlos Linneo en 1766 en la duodécima edición de su obra Systema naturae, con el nombre de Ardea garcetta, que significa «garza garceta». En 1817 fue trasladada al género Egretta, creado por el naturalista inglés Thomas Ignatius Maria Forster. El nombre de su género, Egretta, procede del término provenzal «Aigrette», diminutivo de «Aigron», que significa «garza». Por su parte el nombre garzetta procede del término italiano que designa al ave, «garzetta» o «sgarzetta».
Se reconocen dos subespecies de garceta común:
- Egretta garzetta garzetta - habita en Europa, África y Asia, excepto el archipiélago malayo;
- Egretta garzetta nigripes - se extiende de Java y Filipinas a Nueva Guinea y Australia; ocasional en Nueva Zelanda.

Anteriormente algunos autores consideraban a la garceta dimorfa (Egretta dimorpha), que habita en Madagascar, Aldabra y Asuncion, una subespecie de la garceta común, pero ahora se consideran especies separadas.

## Distribución y hábitat

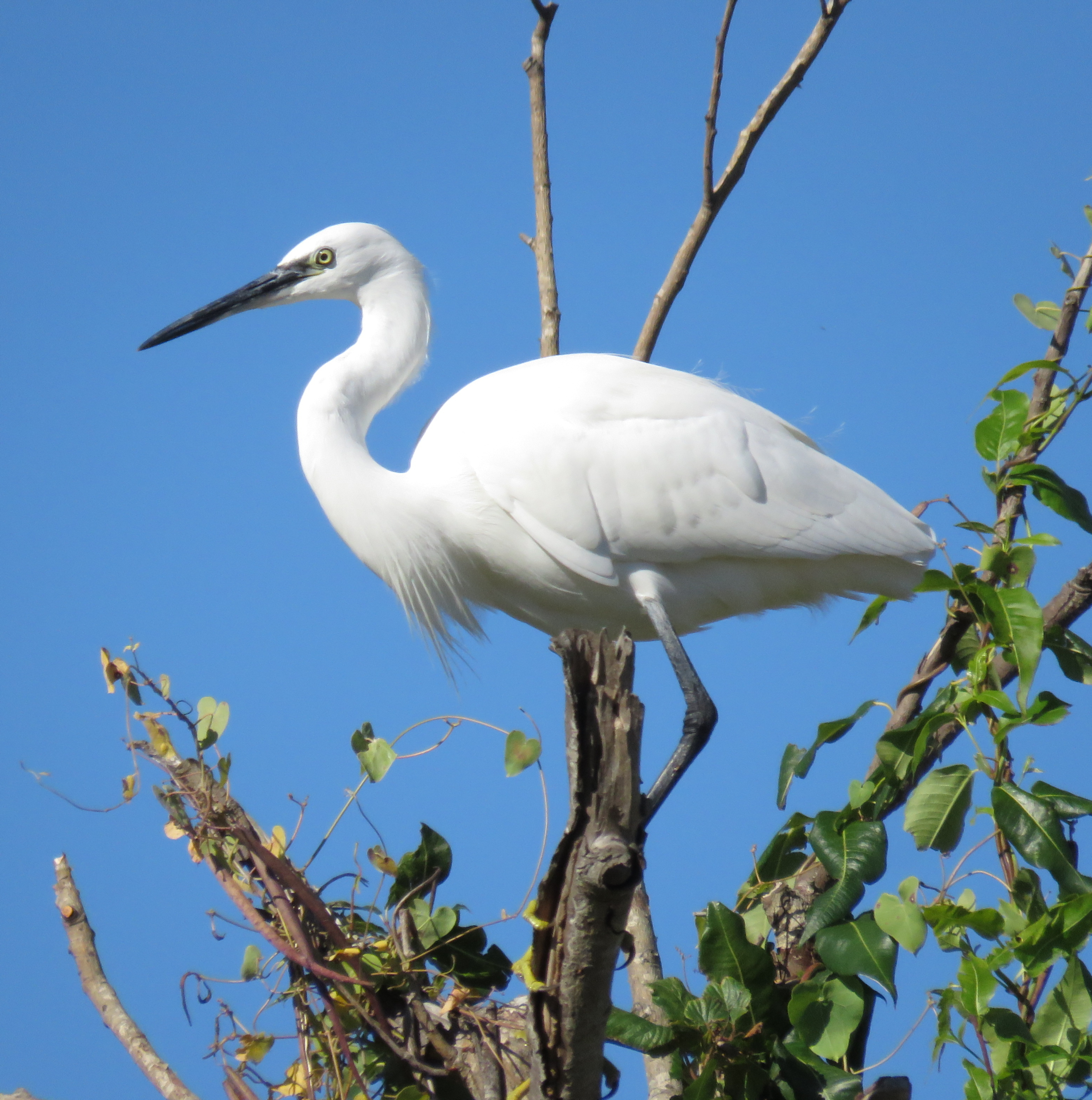
Ejemplar de E. g. garzetta en un árbol en Grecia.

El área de cría de la subespecie occidental (E. g. garzetta) incluye el sur de Europa, Oriente Medio, la mayor parte de África y el sur de Asia. Las poblaciones europeas más norteñas son migratorias, y viajan principalmente a África, aunque algunas se quedan en el sur de Europa, mientras que algunas poblaciones asiáticas migran a las Filipinas. La subespecie oriental (E. g. nigripes) es sedentaria en el archipiélago malayo y Australia, aunque a veces aparece en Nueva Zelanda, pero sin criar allí. A finales del siglo XX la garceta común empezó a expandir su área de distribución por el norte de Europa y hacia América, habiéndose registrado una población reproductora en Barbados desde 1994. Desde allí se han extendido por el Caribe y la costa atlántica de Estados Unidos.
El hábitat de la garceta común varía mucho, e incluye las orillas de los lagos y ríos, canales, lagunas, pantanos, charcas y tierras inundables. Las garcetas prefieren los lugares despejados a los emplazamientos con cobertura vegetal muy densa. En la costa habita en los manglares, marismas, llanuras de marea, playas arenosas y arrecifes. Los arrozales también suponen un hábitat importante donde pueden vivir. Las garcetas con frecuencia se desplazan entre el ganado y otros ungulados.

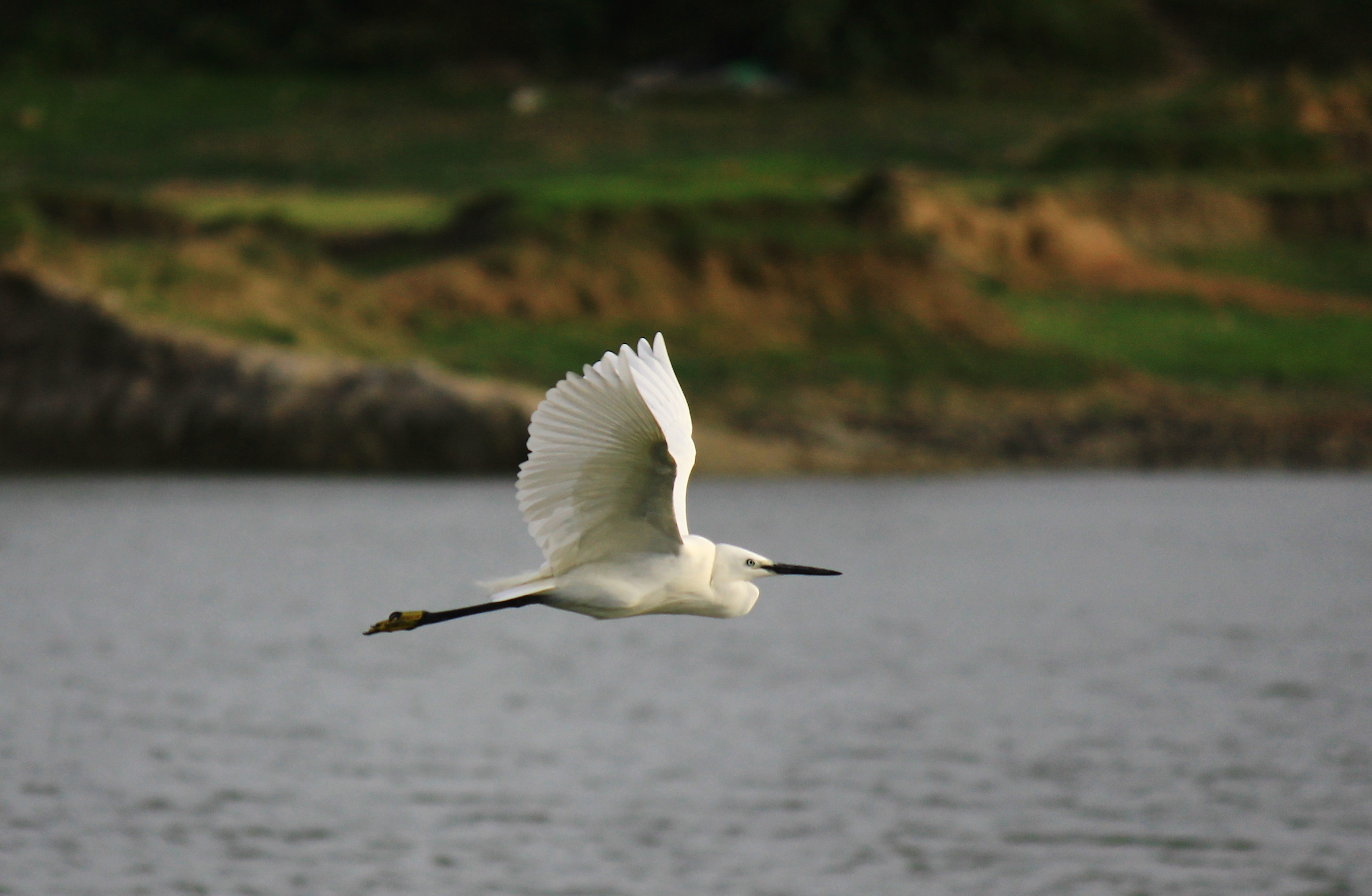
Como todas las garzas vuela con el cuello retraído.

## Comportamiento

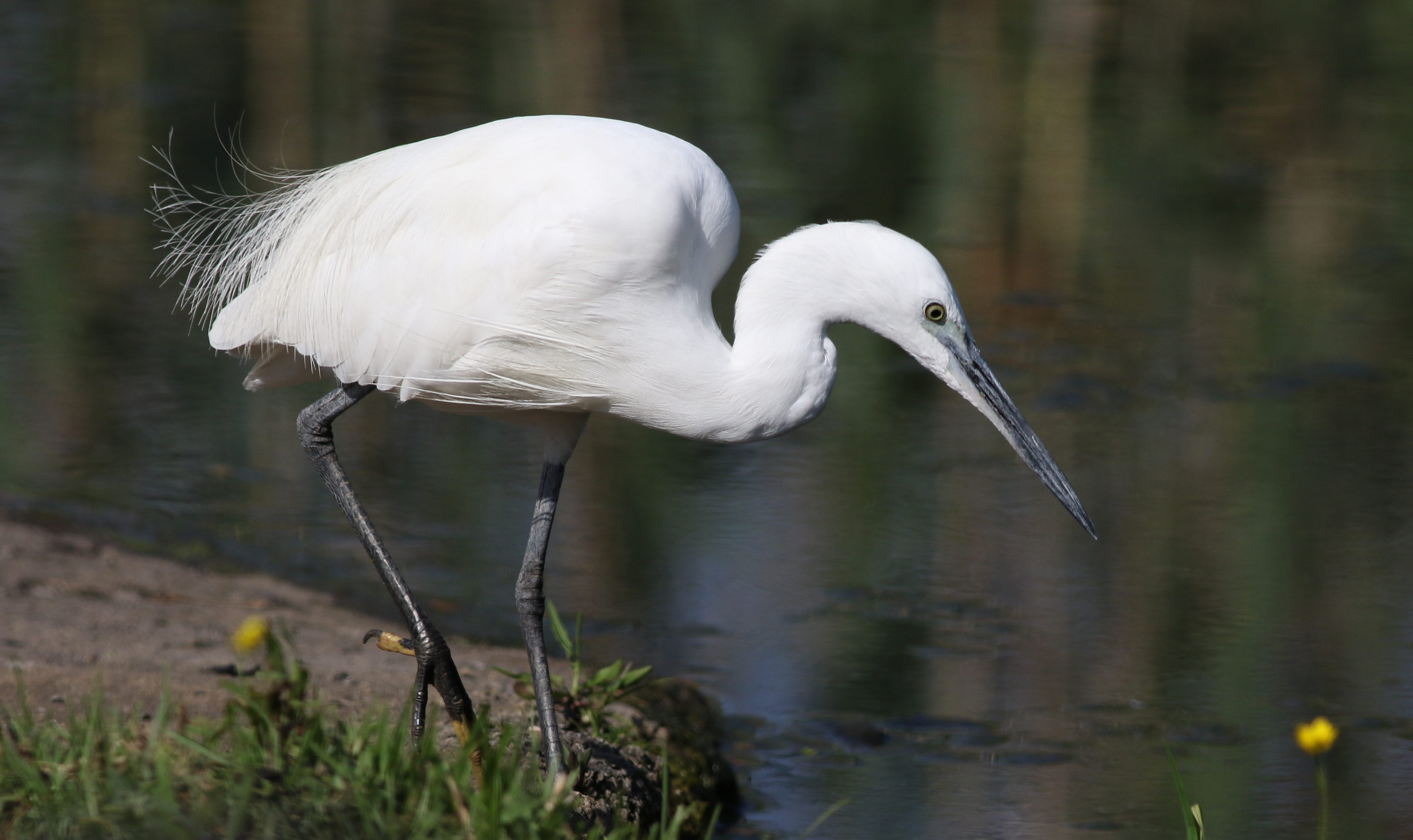
Pescando al acecho en Sudáfrica.

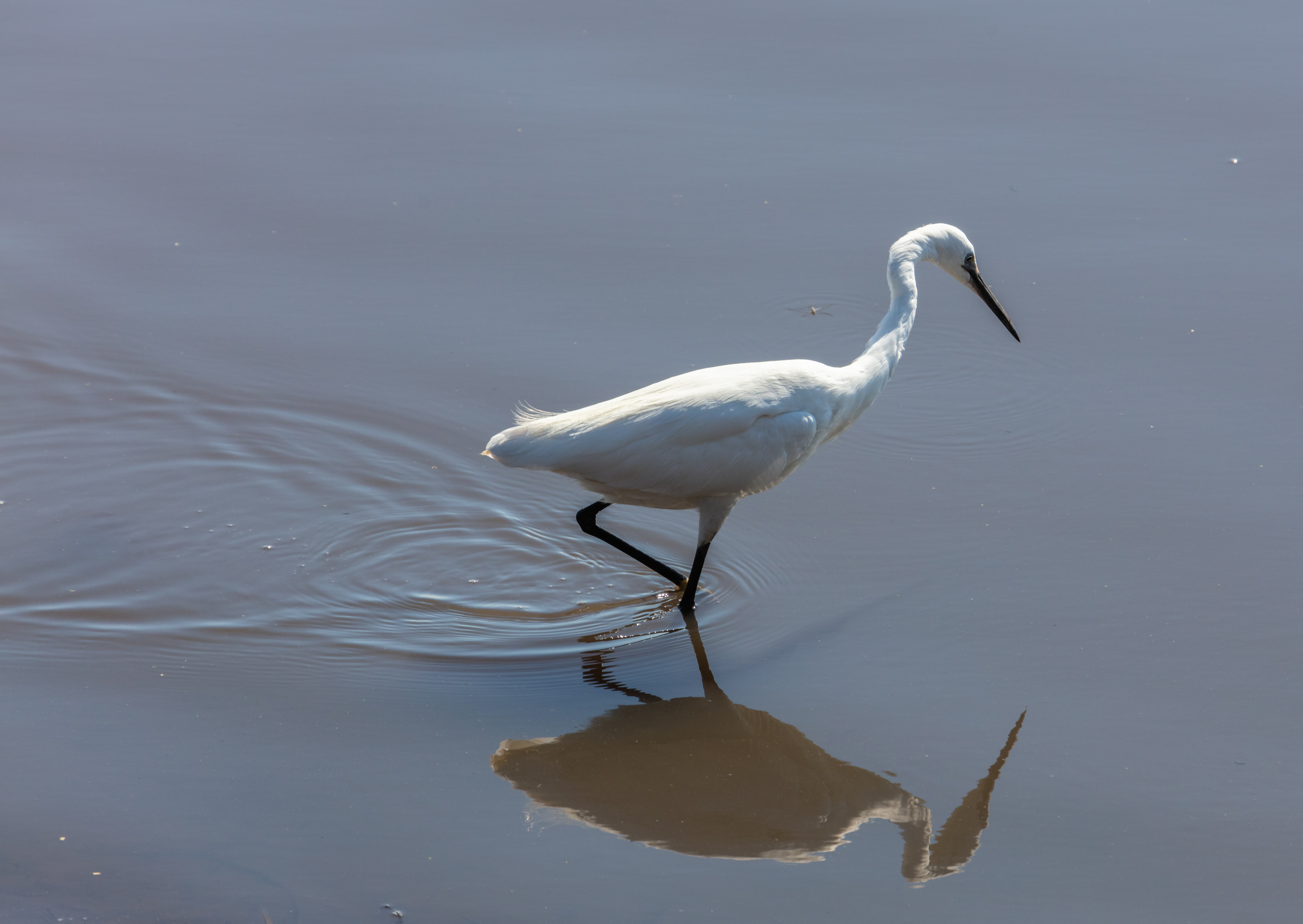
Ejemplar en el parque nacional de Chobe, Botsuana.

La garceta común es un ave sociable que a menudo se observa en pequeñas bandadas. Sin embargo, no toleran que otras garcetas se acerquen demasiado al lugar que han elegido para alimentarse, aunque también depende de la abundancia de presas. Su dieta se compone principalmente de peces, pero también comen anfibios, pequeños reptiles, mamíferos y aves, además de crustáceos, moluscos, insectos, arañas y gusanos. Usan varios métodos para procurarse alimento: perseguir a las presan en aguas someras, a menudo corriendo con las alas desplegadas o arrantrando sus pies para molestar a los peces pequeños, o bien permanecer quietas esperando al acecho a que las presas se acerquen. Pueden aprovechar las oportunidades que les proporcionan los cormoranes al asustar a los peces o los humanos que atraen a los peces arrojando pan al agua. En tierra suelen andar o correr detrás de sus presas, alimentándose de cualquier animal pequeño espantado por el ganado que pasta o las garrapatas del propio ganado, incluso pueden alimentarse de carroña. 

### Reproducción

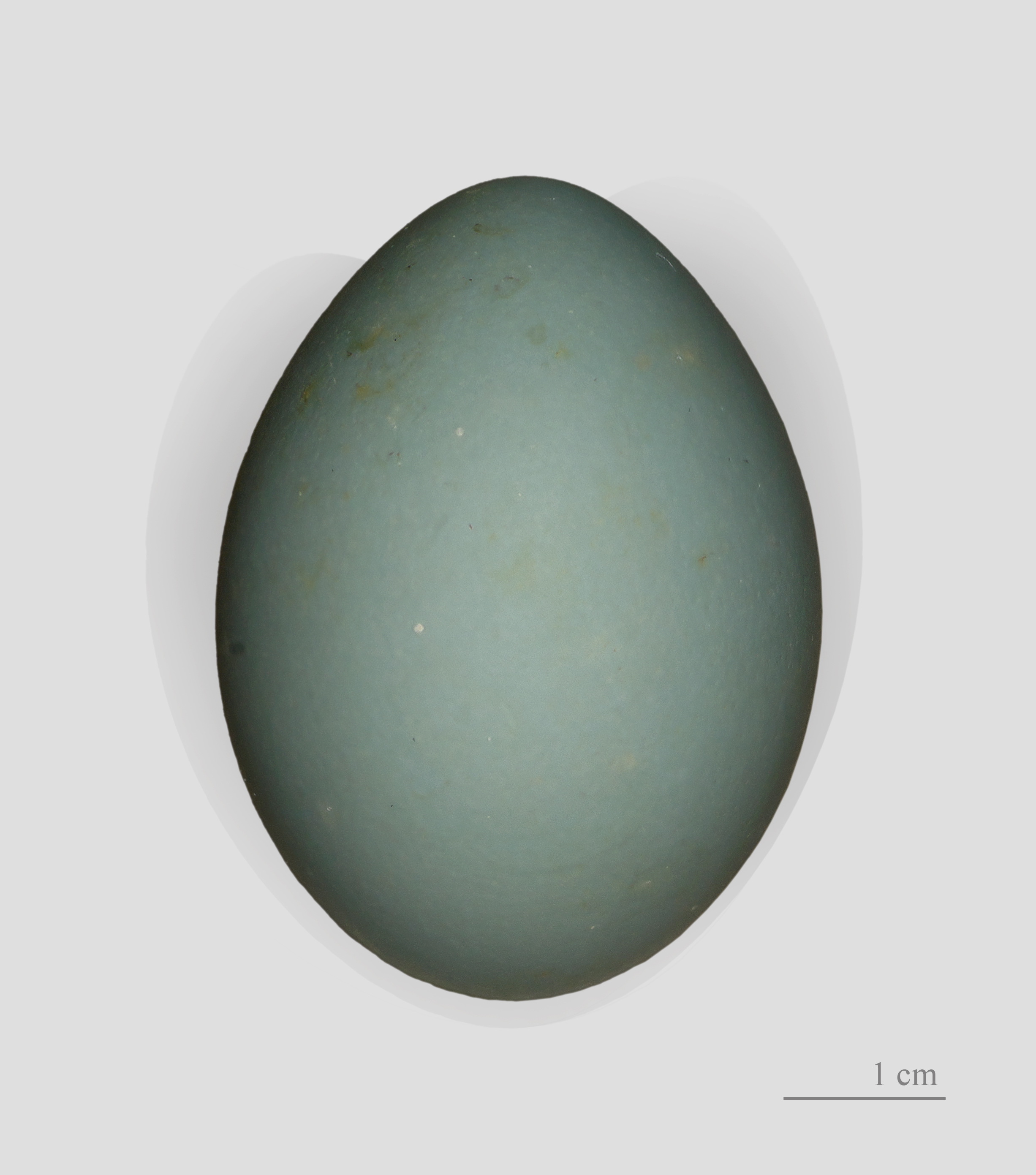
Huevo de garceta común.

La garceta común nidifica en colonias laxas, a menudo en compañía de otras zancudas como la garcilla bueyera (Bubulcus ibis), el martinete común (Nycticorax nycticorax), la garcilla cangrejera (Ardeola ralloides), el ibis cabecinegro (Threskiornis melanocephalus) o el morito común (Plegadis falcinellus). Cría en árboles y arbustos situados en las inmediaciones del agua. En ocasiones, también entre la vegetación palustre. En algunos sitios como las islas de Cabo Verde anida en los acantilados. 
Las parejas defienden un pequeño territorio alrededor del nido, generalmente de 3 a 4 metros. Sus nidos consisten en una plataforma de palitos, juncos y cañas sobre las ramas. Realizan una puesta de 3 a 5 huevos entre abril y agosto. Sus huevos miden 41-58 mm x 30-38 mm, y son de color azul verdoso claro y mate. Ambos miembros de la pareja toman parte de la incubación que dura entre 21 y 25 días. Los polluelos, que están cubiertos de plumón blanco, son cuidados por ambos padres hasta que se desarrollan tras 40 o 45 días.